# NGC 325
NGC 325 je galaksija u zviježđu Kit.

## Vanjske poveznice
- SEDS: NGC 325